# Clément Bérini
Pour les articles homonymes, voir Bérini.
Clément Joseph Bérini (1930-1996), Franco-ontarien né à Timmins, Canada, est un artiste visuel professionnel reconnu en Ontario, promoteur de l'art du Nord ontarien et de la culture franco-ontarienne. Il se démarque de l’ensemble des artistes du Nord parce qu’il a été reconnu dès les années 1950, alors qu’il se formait à la manière classique-académique de peindre, et a choisi de faire carrière comme artiste dans le Nord de l’Ontario.

## Biographie
Clément Bérini est né le 21 février 1930 et a grandi dans une famille aisée, où l’on parlait français et anglais, d’une mère québécoise enseignante de rang, et un père émigrant italien prospecteur dans le Nord de l'Ontario. Il a grandi à Timmins, une ville minière qui a connu le « Porcupine Gold Rush » et qui est devenue un centre important de la culture de langue française, à la suite de l'expansion francophone, l'exode vers le Nouvel-Ontario à la fin du XIXe siècle.
Dans le contexte du Règlement 17 institué en 1912 le français est interdit dans les écoles à partir de la 3e année, ce qui crée de nombreuses manifestations de la part des Franco-ontariens. Au palier secondaire la famille Bérini doit envoyer Clément dans une école privée à Ottawa pour étudier en français, et plus tard à Montréal pour étudier la peinture.

Anita Spadafore, professeur d'histoire de l'art (Université de Winnipeg, et Université Slippery Rock en Pennsylvanie), originaire de Timmins, a publié le catalogue de la rétrospective « Clément Bérini : A Spiritual Odyssey / Une Odyssée spirituelle », et souligne que
« Clément Bérini a choisi de faire carrière comme artiste dans le Nord de l’Ontario, une région où les ressources qui s’offraient à lui étaient limitées. Au prix d’efforts considérables, il est parvenu à produire une œuvre digne d’intérêt critique et il est devenu un modèle pour d’autres aspirants artistes du Nord. »
Professeur Spadafore note que la production artistique de Bérini s'est déroulée pendant une période de conflit culturel et linguistique pour les Franco-ontariens,. Malgré tout Bérini expose dans des galeries à travers l'Ontario, ainsi que dans le circuit des Galeries éducatives, un projet en milieu scolaire de langue française encore naissant, pour faire la promotion des artistes de l'Ontario français, stimuler les participants aux carrières artistiques, et aussi encourager l’habitude de la collection d’œuvres d'art contemporaines dans ces mêmes communautés. Son œuvre orne les murs de divers lieux publics, tels l'Hôpital régional de Timmins, et la collection du Ontario Northland Railway à North Bay. Il est aussi présent dans des collections privées en Ontario et au Québec.
Dans les années 1980 Bérini devient un « artiste à succès», et le « célèbre artiste francophone originaire du Nord de l'Ontario » intègre le patrimoine Franco-ontarien en 1986, en recevant le Prix du Nouvel-Ontario, « distinction décernée chaque année à une personne qui s'est signalée dans le domaine des arts. L'hommage souligne la qualité de la production artistique de Bérini ainsi que son engagement et son dévouement à l’égard de la communauté artistique francophone. ». En 1988 il participe comme artiste et mentor au groupe multidisciplinaire Perspective 8. En 1991 il est membre fondateur de BRAVO, le premier organisme de soutien aux artistes visuels francophones de l'Ontario. Bien qu’il ne soit pas le président du bureau de BRAVO-Nord, Bérini en est la « figure de proue ». La même année Bérini est membre du groupe de travail pour une politique culturelle des Francophones de l’Ontario, qui nourrit le rapport ministériel « RSVP! Clefs en main ».

## Parcours artistique
L’œuvre de Bérini est picturale et peinte à l’huile, mais le travail à trois dimensions fait aussi partie de son répertoire. Le mural, les métiers d’arts, le travail graphique, et la rénovation de bâtiments, marquent, à un moment ou à un autre, le parcours de l’artiste. Les points de repères de l’artiste étaient multiples, et ses recherches vers son style de maturité furent le résultat d'une importante collection de livres d’arts et de diapositives provenant des collections des nombreux musées et expositions qu’il avait visités.
Son maître à penser initial fut Alphonse Lespérance, peintre montréalais formé à l’Académie des beaux-arts de Rome, qui excellait dans le portrait et la nature morte. Dans les années 1950, le Québec est une société encore conservatrice et marquée par la religion. Lespérance transmet à Bérini la sensibilité et les techniques de la « manière » académique de peindre issue du classicisme et principalement à partir de thèmes religieux. À l’instar de son maître qui n’éprouve aucune affinité avec les avant-garde de la fin des années 1940 à Montréal, tels Refus Global et Prisme d’Yeux, Bérini adopta par ricochet cette prise de position et il poursuit son chemin dans le créneau de son mentor. Mais, dans les années 60 il découvre Georges Rouault, Der Blaue Reiter et l'art moderne. Dès lors il mettra près de vingt ans à se défaire, par sa propre expérimentation, de l'approche classique de son apprentissage de jeunesse. Il voyagera en Europe et aux États-Unis pour visiter de nombreuses expositions, et mettre à profit l'expérience des artistes qui comme lui cheminent de la figuration vers l'abstraction.

## Carrière
Clément Bérini commence en 1945 son cours classique au Juniorat du Sacré-Cœur à Ottawa, où il a « été influencé par l’art associé à l’histoire ancienne, aux classes de latin et de grec, et j’ai commencé à assimiler la beauté au style naturaliste de l’art de la Grèce classique et de la Renaissance ». La trop stricte discipline de l’école et son désir grandissant pour les arts l’amène à s’installer à Montréal pour y poursuivre des études en beaux-arts, en 1947, au Studio Salette, dont le maître Auguste Salette avait été formé à l'Académie des arts de Lyon. Le studio employait des artistes, notamment Lespérance, récemment arrivé de Rome, qui avait passé dix ans à se former à l’art de la restauration auprès des artistes du Vatican. Ce dernier fonde son propre studio en 1948, Stile Romano, et Bérini le suit, pour apprendre les techniques classiques de la peinture.
En 1950 il commence un apprentissage formel auprès de Lespérance, qui venait d'ouvrir une entreprise de restauration et de décoration d’église, menant au diplôme d'artisan. Habitant avec la famille de son mentor, le jeune artiste développe une amitié avec les Lespérance, qui durera sa vie durant. Pendant quatre ans « il reçoit une formation technique intensive : il apprend à dessiner et à préparer les patrons, à mélanger et à assortir les couleurs, à dorer et marbrer les surfaces et à restaurer des objets de bois et de marbre. » Lespérance mène des contrats et chantiers de rénovations d'églises et d'art religieux, dans lesquels Bérini est apprenti jusqu'en 1955, quand il reçoit le certificat de ses compétences. C'est aussi la date à laquelle Bérini devient le contremaître des travaux de son mentor. Pendant dix ans Bérini traverse régulièrement les 900km, et les aléas des quatre saisons, qui séparent Timmins et Montréal. L'économie politique canadienne-française au Québec évolue vers la Révolution tranquille, et la religion voit son importance sociale diminuée. Lespérance ferme boutique dû à la compétition et Bérini retourne dans le nord de l'Ontario au début des années 1960.
À son retour il va enseigner l'art et le design en privé et pour Northern College. Mais c'est la télévision qui aura besoin de ses aptitudes, en 1963 Conrad Lavigne le choisit comme directeur artistique de CFCL-TV, la première chaîne télé franco-ontarienne, lancée à Timmins. Bérini participe à divers événements culturels de Timmins par des ateliers et des aménagements d'espaces, en particulier pour les concerts de la Timmins Symphonic Orchestra, la troupe de théâtre de Timmins, dirigée par Vita et Cecil Linder.
Dans les années 70, Bérini perd le travail à la TV, moment qui correspond aussi à une période de prise de conscience de la communauté franco-ontarienne. Par conséquent il participe à Opération Ressources, « un vaste programme d'animation et de formation lancé en 1971, qui contribuera à la formation de toute une génération d'artistes professionnels aujourd'hui présents dans une variété de disciplines ». Par la suite Bérini devient le coordinateur des cours d'art du Centre Culturel La Ronde, où il anime des cours et crée, entre autres, « Action Jeunesse, un programme où des adolescents enseignent à des enfants sous la supervision d’adultes formés par Bérini … »
Dans les années 1980 Bérini et d'autres artistes deviennent très actifs dans le milieu des galeries éducatives, pour promouvoir les arts et sa collection. En 1991 ses activités d'organisateur artistique culminent avec la fondation de BRAVO, et se poursuivent jusqu'à sa mort survenue le 21 juillet 1996.

## Liste des expositions

### Expositions individuelles
| 1980 | Galerie éducative Thériault                     | Timmins        |
| 1981 | Galerie Paquin, Centre culturel de Kapuskasing  | Kapuskasing    |
|      | Galerie éducative Confédération                 | Welland        |
|      | Galerie éducative La Citadelle                  | Cornwall       |
| 1982 | Musée de Timmins : Centre national d'exposition | Timmins        |
|      | La Galeruche, Centre culturel La Ronde          | Timmins        |
|      | Galerie éducative l'Escale                      | Rockland       |
|      | Galerie éducative Algonquin                     | North Bay      |
| 1983 | Galerie 815, Centre des Arts de Hearst          | Hearst         |
| 1984 | La Galeruche, Centre culturel La Ronde          | Timmins        |
| 1987 | Collège catholique Samuel-Genest                | Ottawa         |
| 1989 | Musée de Timmins : Centre national d'exposition | Timmins        |
| 1992 | Galerie Emma Ciotti                             | Iroquois Falls |

### Expositions de groupe
| 1981 | Galerie éducative De La Salle [vérif]          | Ottawa      |
| 1982 | Ontario North Now Exhibit, Ontario Place       | Toronto     |
| 1983 | Galerie Paquin, Centre culturel de Kapuskasing | Kapuskasing |
| 1984 | École secondaire Cité des jeunes               | Kapuskasing |
|      | Galerie Paquin, Centre culturel de Kapuskasing | Kapuskasing |
| 1985 | École secondaire Louis-Riel                    | Gloucester  |